# Clytus buglanicus
Clytus buglanicus là một loài bọ cánh cứng trong họ Cerambycidae.